# Retrato de Paulo III
El Retrato de Paulo III es una pintura al óleo sobre lienzo (106 × 85 cm) de Tiziano Vecellio realizada en 1543 y conservada en el Museo de Capodimonte en Nápoles.

## Historia y descripción
El trabajo fue realizado por Tiziano durante una reunión con Paulo III en Ferrara, en abril de 1543, en un ambiente de tensión e incertidumbre política debido al hecho de que el papa estaba moviendo los primeros intentos fallidos de reconciliación, que más tarde lo llevarían a convocar el Concilio de Trento.
La pintura representa, con detalles de realismo absoluto, a un anciano, cansado y desconfiado Paulo III, pero de mirada inteligente y despierta. Se trata de una reinterpretación del retrato oficial del papa Julio II, formulado años antes por Rafael, y al que Tiziano dota de una mayor expresividad, que se refleja en el rostro y las manos, pero sobre todo en la técnica pictórica utilizada en el tratamiento del color de la vestimenta. Una de las características del estilo tardío de Tiziano, que consiste en una pincelada cada vez más suelta y una ausencia de definición en las formas del dibujo.
Como parte de la colección Farnesio, el retrato de Paulo III, así como todos los retratos de la familia, fue heredado por Isabel de Farnesio, madre de Carlos de Borbón, quien lo llevó a Nápoles en 1734 para ser expuesto en el palacio de Capodimonte, donde permanece hoy día.
Del mismo cuadro existe una réplica en la sacristía de la catedral de Toledo, tradicionalmente atribuida al propio Tiziano, que la habría realizado dos años después de la original. No obstante, dicha atribución ha sido rechazada por algunos académicos, que la han identificado como una réplica posterior. En el catálogo monumental de la catedral, escrito por Jerónimo López de Ayala y publicado en 1991, se cita a Anton van Dyck como posible autor de la mencionada pintura.